# Нишка тврђава
Нишка тврђава је градско утврђење у центру Ниша на десној обали Нишаве, које има континуитет од око два миленијума константног постојања о чему сведоче многобројни археолошки налази. Комплекс овог споменика културе сачињен је из неколико целина чију заједничку црту чини постојање богатог културног наслојавања и сложена урбана композиција простора различитих намена и функција, истовремено испреплетаних и повезаних, али и сукобљених на истим релацијама. Историјски подаци и архитектонско наслеђе детерминишу овај простор као централну тачку око које се, на десној обали Нишаве, почевши од 1. века н.е. развијају како фортификације, тако и урбани елементи Наиса као насеља.
По свом данашњем стању, спада међу најочуваније утврде тог типа у Србији и на средишњем делу Балканског полуострва Њена полигонална основа, са осам бастионих тераса, изграђена је на остацима античког, византијског и средњовековног утврђења. Висина бедема је 8,0 м, а просечна дебљина 3,0 м, док је укупна дужина бедема 2.100 м. Била је споља опасана ровом, а, у оквиру бедема има површину од преко 20 хектара.

## Заштита
Нишка тврђава је решењем Републичког завода за заштиту и научно проучавање споменика културе Народне Републике Србије бр.671/48 од 6. маја 1948. године стављена под заштиту државе са непосредном околином. Завод за заштиту споменика културе у Нишу је решењем бр.02-42 од 24. априла 1969. године утврдио Нишку тврђаву за споменик културе и проширио границе заштите (заштићена околина). Тврђава је, одлуком Скупштине Социјалистичке Републике Србије, категорисана за споменик
културе од великог значаја 7. априла 1979. године.

## Положај
Нишка тврђава се налази у средишњем делу централне градске зоне града Ниша која се простире на десној обали Нишаве, у близина осталих градских садржаја (културно-историјских, угоститељских,
туристичких, привредних...). Њена непосредна околина на површини од приближно 57 ха у потпуности припада зони заштите овог споменика културе. Границе овог подручја су: река Нишава, Улица Ђуке
Динића, Булевар 12.фебруар, Београдска улица, Улица Александра Медведева и Булевар Николе Тесле.

## Историја
Турска тврђава је изграђена на остацима античког и средњовековног утврђења. У античком периоду нишко утврђење се помиње као снажан каструм, за који римски историчар 6. века, Амијан Марцелин, тврди да је „више пута опседан, али се никада није предао нити би освојен“. Римска тврђава од камена саграђена је вероватно око половине 2. века, када је у Нишу била смештена Прва кохорта Дарданаца. Средином 2. века Ниш се први пут помиње у изворима. У Географији Клаудија Птолемеја, Ниш је записан међу четири највећа града Дарданије. На прелазу из 2. у 3. век Ниш добија статус муниципијума-самоуправног града. У 4. веку Ниш је стециште римских царева. Овде је рођен цар Константин Велики (306—337), за кога анонимни писац каже да је „овај град величанствено украсио“, на Медијани подигао свој „двор“, а тврђаву доградио. У Нишу бораве 340. године и Константинови синови — Констанс и Констанције. Овде је 350. године абдицирао узурпатор Ветранион, а 361. дуже борави цар Јулијан. И коначно, 365. године, у Медијани бораве браћа Валентинијан I и Валенс. Овај добро утврђени римски град, према Присковом запису, до темеља су порушили Хуни 441/442. године.
Римски град Наис су, према Марцелиновим хроникама за 441. годину, и Присковој “Историји”,
до темеља порушили Хуни 441/442. године. Град је 471. године претрпео и напад Гота.
Тек за време владавине Јустинијана Првог, у 6. веку (527-565), Ниш се поново помиње као административни центар, као утврђен и за непријатеље неосвојив град, са обновљеним бедемима и војничким логором у чијој је околини подигнуто преко тридесет нових утврђења, о чему говори Прокопијеу делу “О грађевинама”: каже да Јустинијан Ниш „утврди и учини неосвојивим за непријатеља“.
Обновљено нишко утврђење је већ 550. године било први пут на удару Словена. Њихови продори ка Солуну и Цариграду, преко Ниша, забележени су 578, 579, 584, 586. и 587. године. Током 6. века Ниш и његово утврђење се више пута помиње у изворима.
Словени су коначно освојили Ниш око 615. године. Опустошен и већим делом напуштен од ромејског становништва, Ниш је препуштен Словенима. Тиме започиње средњовековно раздобље града. А већ у 10. веку нишко утврђење поприма све карактеристике средњовековне тврђаве. У повељи византијског цара Василија II Охридској архиепископији 1020. године записана је и Нишка епархија.
У лето 1040, за време устанка Петра Одељана против византијске власти, Нишка тврђава је неко време била у власти устаника. Хорде Печењега су од 1048. до 1050. и 1080. године опседале Нишку тврђаву и пљачкале околину. У лето 1072. угарски краљ Соломон осваја Ниш и односи руку св. Прокопија, а септембра устаничка војска осваја град и борави у њему до децембра 1072. Када су 1096. године крсташи прво похода прошли кроз Ниш, описују да је био боље утврђен од Београда и да је опасан „јаким зидинама и кулама“.
Први писани извор о обнови средњовековне Нишке тврђаве потиче из 1165. године, када византијски историчар Хонијат наводи да је цар Манојло I Комнин (1143—1180) „и сам Ниш окружио зидовима“. Српски извори бележе да је велики жупан Стефан Немања продро 1183. у „славни град Ниш“ и до темеља га порушио, а 1186. године освојио га је од Византије и обновио, примивши у Нишу 1189. немачког цара Фридриха I Барбаросу. Византија га поново осваја 1190. године српски краљ Стефан Првовенчани помиње се у Нишу од 1214. до 1215. године. После тога, кроз читав 13. век, у изворима нема помена о граду, вероватно је био под влашћу Бугара.
После битке код Велбужда 1330. године, када је Стефан Дечански потукао бугарског цара Михајла Шишмана, Ниш је поново ушао у састав Србије. У доба кнеза Лазара (1371—1389) Нишка тврђава је била обновљена, а 1386. Ниш су први пут освојили Турци, а тврђаву разорили. У доба српске деспотовине, од 1402-1427, деспот Стефан Лазаревић је освојио Ниш и обновио тврђаву. Била је то последња обнова средњовековног нишког утврђења, пошто је Ниш 1428. године коначно потпао под турску власт. На самом почетку турске власти — Нишка тврђава је два пута страдала. Новембра 1443. године удружена српско-угарска војска, предвођена деспотом српским — Ђурђем Бранковићем и Јанком Хуњадијем, ослободила је Ниш и продрла до Софије, а у повратку, јануара 1444. године, поново је прошла кроз Ниш. Деспот Ђурађ и Хуњади су 1454. поново продрли до Ниша, рушећи га и палећи.
Турци нису обнављали средњовековну тврђаву. Аустријанци су, освојивши Ниш 1690. године, на остацима средњовековног утврђења саградили два јака бастиона. Током последње деценије 17. века, Турци су на неколико места само ојачали бедем. Тек губитком Београда 1717, у Аустро-турском рату и премештањем војног и управног седишта у Ниш, Турци су 1718. године изградили, за само годину дана, земљано утврђење Хисар. Било је већих димензија од данашње Тврђаве и имало је изглед троугла, обухватајући и Београд махалу. Земљани бедем Хисара поседовао је седам бастиона, а дуж бедема ров, ширине 3,50 m, напуњен водом из Нишаве. У Хисар се улазило на три капије. Изглед Хисара је сачуван на тзв. Италијанском плану из 1719. године. Бедеми данашње Тврђаве изграђени су од фебруара 1719. до јуна 1723. године.

## Изградња
Данашње утврђење је артиљеријског типа и подигле су га Османлије у периоду од 1719. до 1723. године на простору античког и средњовековног утврђења.
Султановом повељом од 19. фебруара 1719. одлучено је да се у Нишу изгради јака тврђава. У пролеће исте године отпочели су радови по пројекту главног архитекте Мехмед аге и његовог брата Мустафа аге, главног организатора радова. Прве године градње, 1719. године, ангажовао је више десетина хиљада спахија из десет санџака Румелијског беглербеглука, а 1722. године из 14 санџака. Последње године градње бедема, 1723, доведено је 40. мајстора каменорезаца из Цариграда, а бедем је зидало 400 зидара. Завршетак радова обележен је свечаностима и постављањем плоче са записом на Стамбол капији, јуна 1723. године.
Као и свако артиљеријско утврђење, данашња Нишка тврђава има полигоналну основу, са седам неједнаких страна и четири велике капије (Стамбол врата, Београдска врата,  Водена или јагодинмалска врата и Видинска врата), једном малом капијом (тзв.потерна врата, „вратанца“ којима се излази у градске ровове) и осам бастионих тераса. Са бедемима дужине 2.100 m који су широки 3 m, а високи 8 m тврђава захвата површину од 22 ha, 80 ари и 52 m².
До 1878. унутар тврђаве су се налазиле две четврти које су се звале;
- Хункар (царева) мала са источне старне — десно од Стамбол капије у којој је био смештен „владалачки део“, Митхад пашин двор, команда турског гарнизона и
- Едирне Бали-мала као унутрашњи део вароши са много кафана, бакалница, бозаџиница, ковачница, већи број коларски и другиг занатских радњи и свакојаких других турских „прчварница“.

У тврђави су се налазиле и три велике турске џамије од укупно 13 колико их је 1878. било у Нишу;
- Хамаз-бегова или Нишка џамија, смештена у четврти Балија Једренце, недалеко од Београдске капије, са леве стране главне градске улице (која се поклапа са данашњом главном тврђавском стазом, на почетку успона)
- Једрењанина Бали-бега џамија (реконструиосана 1976/77 године) без минарета, налази се и данас у Тврђави. Уз ову џамију Митхад паша изградио је и библиотеку која је радила до 1877.
- Трећа џамија о којој се данас ништа не зна, а налазила се на најузвишенијем делу Тврђаве.

Унутар тврђави су се налазиле и архитектонски интересантна — сахат и ватрогасна кула и велики број других грађевина које су након ослобођења срушене.
Уз бедеме тврђаве је 1930-тих подигнут споменик муслиманској "светици" Заиде-баџи, у виду минијатурне џамије, који су посећивали и православци. Подигли су је нишки Роми својим прилозима.
У откопу је 21. новембра 1940. освећен и откривен споменик стрељанима 1915-18.
Након ослобођења тврђава има чисто војну улогу до 1950. године када се војска повлачи из тврђаве и од тада остаје само историјски значај и постаје шеталиште са значајном културном понудом.
Током своје вишевековне историје, првобитна нишка Тврђава на чијем простору се налази данашња турска Тврђава, била је у поседу многих држава, почевши од Римљана чији се цар Константин родио недалеко од данашњег Ниша, преко Стефана Немање који је у њој неко време држао своју престоницу крајем 12. века до Османлија које су је заузеле 1395. године. У склопу тврђаве се данас налази бројни туристички садржаји, продавнице сувенира, ликовне галерије, угоститељски објекти и летња позорница која представља својеврстан културни центар града током летњих месеци.

## Нишка тврђава данас
Нишка тврђава представља комплексни споменик културе и најмонументалнију урбанистичку доминанту централног подручја града Ниша.
У унутрашњости Нишке тврђаве поред постојећих изложбених пунктова:
- Уметничког павиљона у адаптираном објекту Арсенала из 1857. године
- Салона 77 у обновљеној Бали-беговој џамији из 1521. до 1523. године
- Летње позорнице саграђене 1959. године, где се одржавају Хорске свечаности, Фестивал глумачких остварења „Филмски сусрети“ и многе друге манифестације итд.

налазе се следећа значајна градитељска остварења:
- метеоролошка станица која бележи податке о времену од 1889. године
- Зграда Историјског архива, саграђена 1890. године за потребе Картографског одељења српске војске
- Комплекс Пашиног конака, обновљен за потребе јавно-комуналног предузећа „Медијана“ — Ниш
- Споменик књазу Милану Обреновићу, ослободиоцу Ниша 1877. године
- Спомен костурница, подигнута 1927. године на месту стрељања и вешања учесника Топличког устанка из 1917. године
- Лапидаријум или збирка камених античких и епиграфских споменика, скулптура и детаља архитектонске пластике, постављене 1979. године
- зграда Затвора која је адаптирана за смештај и рад истраживачког центра „Наисус“

У ентеријеру тврђавског простора у току су вишегодишњи радови на реконструкцији следећих објеката:
- Хамама или турског купатила из 15. века, као ексклузивног угоститељског објекта са терасом
- Ниша 1-6 и 7-12, сводних просторија у низу, северно и јужно од Београдске капије који могу да приме најразличитије културне, трговачко услужне и угоститељско туристичке садржаје, чиме се уз уређење партерне зоне улазне пјацете, стварају специфични амбијентални услови за прихватање посетилаца и туриста
- Зграда Ковачнице као ресторан са баштом за послужење више стотина гостију у парковски уређеном амбијенту источног платоа тврђаве
- Барутане 1-4, саграђене су 1720. до 1723. године а налазе се уз северни и североисточни бедемски зид на међусобном растојању од око 250 m. Могу да буду адаптиране у објекте угоститељско услужне намене (млечни ресторан, пицерија, клуб, посластичарница и сл)
- Зграда магацина као Експериментални театар са могућностима организовања разних културно и спортско-рекреативних манифестација

Од нових садржаја предвиђено је постављање:
- велике Рељефне табле са планом Нишке тврђаве у њеном улазном платоу

Затим израда:
- Сахат куле на месту некадашње куле, срушене после Првог светског рата
- Летње универзитетске сцене на површини северозападног бастиона уз Барутану 2 и потребних терена за мале спортове по целој дужини постојећег рова, чиме би се обогатиле укупно спортско рекреативне активности студената и омладине уопште

### Археолошки налази у тврђави
Осим објеката из турског периода у тврђави и у њеној непосредној околини, у нижим слојевима, откривени су остаци из праисторијског, римског византијског и средњовековног периода и то:
- Антички и византијски период је констатован скоро на целој површини тврђаве и њене непосредне околине:

1. део поплочане улице са канализацијом
2. урбано ткиво са тремовима
3. бројни остаци објеката и покретних налаза констатовани су у сондама код Хамама, Арсенала, Јагодинске и Београдске капије
4. откривен је монументални објекат са ортогоналном просторијом и подним мозаицима
5. римске терме у улазном простору тврђаве
6. базилика великих димензија, северно од моста Младости
7. средњовековни слој презентован је остацима архитектуре и станишта а турски период карактеришу остаци многих грађевина и комуналних објеката.
8. две античке радионице — код Бали-бегове џамије и Арсенала

Значајни су и следећи покретни налази:
- бронзана глава Константина великог, нађена приликом градње старог моста, на десној обали Нишаве
- бронзана статуа Јупитера нађена у кориту реке Нишаве код Стамбол капије
- Ара-жртвеник и питос са сто килограма сребрног новца из 3. века, нађен код Београдске капије

## Саобраћајнице
Главне хоризонталне саобраћајнице, које омогућавају комуникацију у простору Нишке тврђаве остварене су преко асфалтираних стаза, које на појединим местима имају ширину колских саобраћајница. Остале комуникације обрађене су гранитним коцкама или и турском калдрмом (од речних облутака).
Улазни плато и простор летње позорнице поплочани су каменом. Простор шетних стаза бедема обрађен је каменом само на потезу изнад Београдске капије и дванаест бедемских ниша - казамата, који се налазе лево и десно од ње, као и изнад Стамбол капије и на сегменту бедема који спаја ове две целине.
На постојеће комуникације су додата проширења у виду малих платоа који треба да омогуће визуелно сагледавање објеката на централном платоу, лакши приступ и омогућивање значајније позицију у простору тврђаве, као и приступ свим објектима што олакшава њихово сервисирање и доступност у случају пожара или других хитних ситуација.

## Природно богатство Нишке тврђаве
Осим што је историјски и културолошки центар Ниша, тврђава је и својеврсна оаза зеленила у центру града. Високо зеленило је претежно из периода формирања парка после Другог светског рата, и углавном је високо листопадно растиње. Травнате површине нису годинама адекватно уређене (осим повременог кошења). Дуж главних асфалтних стаза засађено је сезонско цвеће. У складу са тим врши се замена старог и болесног дрвећа и врши планска садња новог. Мање травнате површине се уређују,
док се велике додатно озелењавају ниским и жбунастим растињем.
Ово подручје је станиште великог броја животиња, које у њему налазе уточиште усред урбане средине.
Једино је фауна птица детаљније обрађивана у току 2016. године. У тврђави је забележено 23 врсте птица, што је јако велики број птица забележен у неком нишком урбаном парку, богатији врстама једино је парк на Бубњу, али је тај парк доста измештен из центра града. Најзанимљивији представници фауне птица су: велика сеница (Parus major), руси сврачак (Lanius colurio) , гугутка (Streptopelia decaocto) и славуј (Luscinia megarhynchos).
- Екосистеми и годишња доба у Нишкој тврђави
- Тврђава зими
- Тврђава у пролеће
- Тврђава зими
- Тврђава лети
- Тврђава и парк унутар зидина
- Градска башта
- Постављене кућице за птице
- Гнезда птица су свуда у крошњама дрвећа
- Птице се хране плодовима многобројних биљака у тврђави
- Пар гугутки
- Сеница

## Нишка тврђава галерија
- Стамбол капија - предњи кадар дању
- Стамбол капија
- Тврђава ноћу
- Нишвил џез музеј (некада Хамам)
- Стамбол-капија Нишке тврђаве, 1878.
- Галерија у тврђави
- Лапидаријум у Нишкој тврђави
- Лапидаријум
- Возић за најмлађе посетиоце
- Осликани стари атељеи
- Планинарски дом
- Зидине тврђаве
- Нишвил џез музеј ноћу
- Музеј Џеза улаз ноћу
- Светилиште Зајде Баџи
- Београдска капија
- Београдска капија - наптис на плочи